# Jan Marcinkiewicz (burmistrz)
Jan Marcinkiewicz – urzędnik terytorialny na obszarze Galicji w Cesarstwie Austrii, burmistrz Sanoka i Tarnopola.

## Życiorys
Pełnił funkcję prezydującego syndyka w magistracie miasta Sanoka, a od około 1821 jednocześnie był tytularnym burmistrzem miasta do około 1826.
Od około 1826 do około 1844 sprawował stanowisko burmistrza Tarnopola. Pracując w Tarnopolu był członkiem Galicyjskiego Instytutu Rentowego dla Wdów i Sierot.